# Протидія

Cover "Lost Aspiration"

Протидія - український музичний проєкт, що виконує матеріал в жанрі авангардного блек-металу. Заснований у 2018 році Чернівецьким музикантом та поетом Віталієм Палагнюком. На момент написання статті у дискографії формації представлено 2 повноформатних альбоми, 6 синглів та 1 міні-альбом. 
Протягом існування утворення автор неодноразово змінював почерк у написанні.Перший наробок тяжіє до примітивного гаражного металу, у той час як сучасні роботи сповнені музичних експериментів. За своїм змістом Протидія це проєкт однієї людини, Віталій самостійно записує інструменти та пише студійний матеріал. Лірика крутиться навколо осмислення філософських тематик із відчутним впливом Фрідріха Ніцше, Мартіна Гайдггера, Геракліта та ін.
Особливо відчутно це в межах збірки "Про Природу": "Велети духу минулого полюбляли обрамлювати свої розмисли у тексти "Про Природу". Відгук найбільшого рок-видавництва Норвегії NorwayRock характеризує звучання як таке, що має ухил у фолк-музику: "Віталій Палагнюк видає другий альбом під назвою «Протидія». Українець все робить сам, так і мабуть правильно, це прогресивно. В основі — блек-метал, але тут є акордеони та інші звуки, які, як я вважаю, походять з традиційної української музики. Тут багато фолк-музики, а вокал варіюється від блек-металу до різних чистих вокалів". Подібні враження описують інші західні критики: "«On Nature» — це цікавий альбом фолк-металу, який ще більше позбавляє відверто металевих елементів у складні текстурні кольори, дозволяючи непередбачувано прогресивним дотичним до фолк-металу елементам вийти на перший план."
1. ↑  Протидія: якщо сподобалася композиція, буду її слухати роками. neformat (укр.). Процитовано 7 вересня 2024.
2. ↑  Проєкт Протидія випустив ЕР про місце людини посеред світу. neformat (укр.). Процитовано 7 вересня 2024.
3. ↑  Проєкт Протидія звернувся до практик античності на новому альбомі. neformat (укр.). Процитовано 7 вересня 2024.
4. ↑  Protydiya | On Nature. NORWAY ROCK MAGAZINE (nb-NO) . 10 жовтня 2022. Процитовано 7 вересня 2024.
5. ↑  Beats and yelling from: WitcheR, Протидія, Acid Blade. Hate Meditations (брит.). 10 грудня 2022. Процитовано 7 вересня 2024.